# Peggiopsis smedleyi
Peggiopsis smedleyi är en insektsart som först beskrevs av Frederick Arthur Godfrey Muir 1926.  Peggiopsis smedleyi ingår i släktet Peggiopsis och familjen Derbidae. Inga underarter finns listade i Catalogue of Life.